# Bruno Rahn
Bruno Karl August Rahn, Pseudonym Alfons Berthier, (* 24. November 1899 in Berlin; † 15. September 1927 in Berlin-Charlottenburg) war ein deutscher Filmregisseur, Schauspieler und Produzent.

## Leben
Ab 1917 arbeitete Bruno Rahn für den Film als Darsteller, Regieassistent, Regisseur und Produzent. In Zwei blaue Jungen von Alwin Neuss spielte er den Schiffsjungen Hans Frank.
Von 1918 bis 1922 war er am Meininger Theater als Schauspieler engagiert. In Meiningen gründete er die „Bruno-Rahn-Film GmbH Meiningen“ und produzierte mehrere Filme unter Mitwirkung Meininger Theaterschauspieler. Erste Erfahrungen mit der Filmregie hatte Bruno Rahn als Regieassistent und Co-Regisseur von Walter Schmidthässler bei der vierteiligen „Kain“-Reihe gemacht. 1922 kehrte er nach Berlin zurück und arbeitete hauptsächlich als Regisseur und Produzent beim Film. Die meisten seiner Filme sind verschollen. Mit dem 1927 entstandenen Dirnentragödie, einem wichtigen Werk der Neuen Sachlichkeit schuf Rahn einen atmosphärisch dichten Milieu- und Straßenfilm. Darin spielt Asta Nielsen die Hauptrolle einer alternden Prostituierten, die aus Eifersucht auf eine jüngere Kollegin zum Mord getrieben wird.
Rahn, der viele Jahre lungenleidend gewesen war, starb kurz nach der Premiere seines letzten Films Kleinstadtsünder, in dem ebenfalls Asta Nielsen die Hauptrolle spielte.

## Filmografie als Regisseur (Auswahl)
- 1918: Kain, 1. Teil: Das Verhängnis auf Schloß Santarem
- 1918: Kain, 2. Teil: Im Goldrausch
- 1918: Kain, 3. Teil: Opfernde Liebe
- 1919: Kain, 4. Teil: Tor der Glückseligkeit
- 1925: Die Beute
- 1926: Frauen, die den Weg verloren
- 1926: Hölle der Liebe
- 1926: Gern hab’ ich die Frauen geküßt
- 1927: Dirnentragödie
- 1927: Ehekonflikte (Regie unter dem Pseudonym Alfons Berthier)
- 1927: Kleinstadtsünder